# Индекс автомобильных номеров Франции

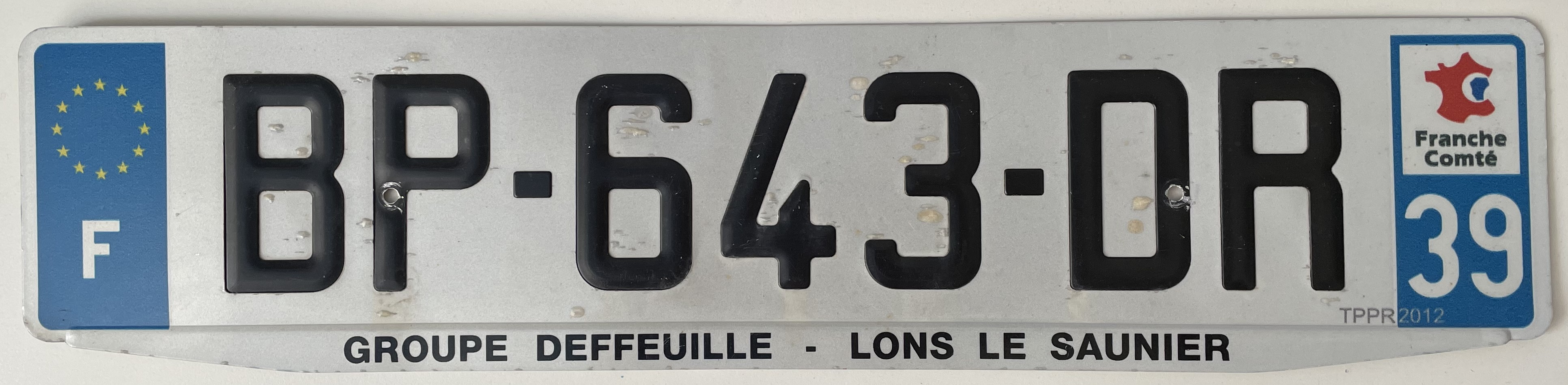
Современный автомобильный номер Франции

## Основная схема

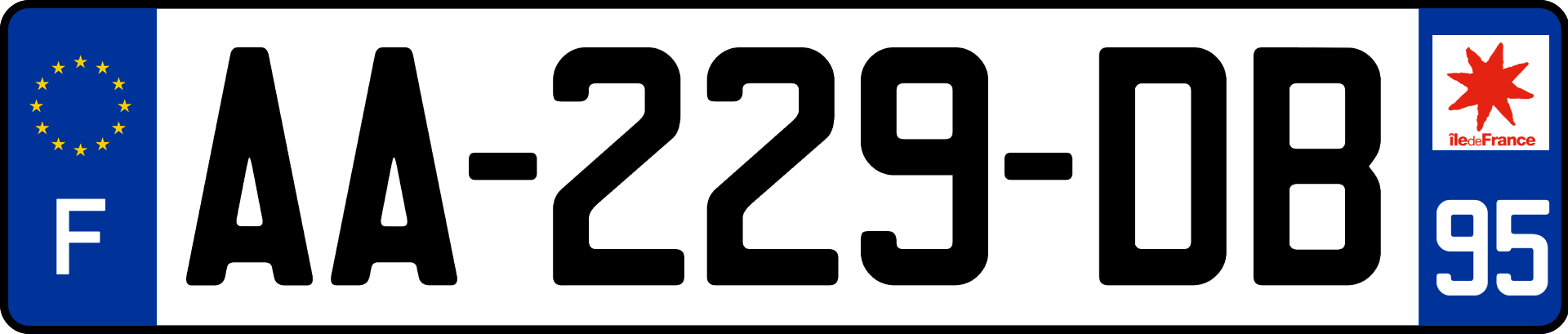
Французские номерные знаки с синей полосой, содержащей код департамента и его герб

С 2009 года французские номерные знаки имеют формат XX-NNN-ZZ, который был успешно введен в Италии, состоящий из серии семи буквенно-цифровых символов, в следующей последовательности — 2 буквы, 3 цифры, 2 буквы (например, AB-123-CD). Не будет обозначений для кода местного департамента (в самом регистрационном номере), как в предыдущей системе, а только порядковый номер автомобиля. Этот номер будет закреплен за автомобилем на протяжении всего срока эксплуатации и не будет меняться при переезде или смене владельца. В правой стороне номерного знака, вводится обязательная синяя полоса, содержащая код департамента владельца, а также герб выбранного по желанию департамента. Передние и задние номерные знаки будут обозначаться черными символами на белом фоне, до этого задний номерной знак имел жёлтый фон.
Эта система применяется и для регистрации тех транспортных средств, которые ранее имели специальные номера (полиция, администрация, вооруженные силы и т. д.).
В связи со сложной экономической ситуацией, внедрение новой системы автомобильный номерных знаков было перенесено с 1 января 2009 года на 15 апреля 2009 года. Для владельцев транспортных средств, уже зарегистрированных по старой системе, переход на новую осуществился 15 октября 2009 года, (но только для тех, кто вносит какие-либо изменения в регистрационный сертификат).

## Схема номерных знаков (до 2009 года)

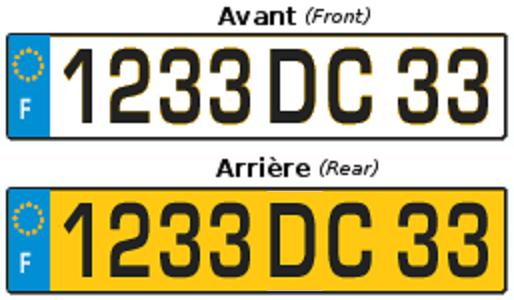
Французские номерные знаки использующиеся до 2009 года (департамент Жиронда)

Номерной знак имеет следующий формат: либо nnnn LL dd, либо nnn LLL dd, где:
- nnn (или nnnn) это 3-х или 4-значная комбинация цифр.
- LL (или LLL) это 2-х или 3-буквенная комбинация букв.
- dd это 2-х значный код, указывающий департамент, в котором зарегистрирован данный автомобиль.

Исключения составляют:
- На Корсике код, указывающий департамент регистрации имеет вид 2A (Корсика Южная) или 2B (Корсика Верхняя) с 1975 года. До этой даты на территории всего острова использовался код единого департамента Корсика — 20.
- Для заморских департаментов, код департамента состоит из 3 цифр (с 971 по 978), первые две цифры, как правило, на номерном знаке отображаются одна под другой для экономии места.

Владельцы транспортных средств во Франции были обязаны заново пройти регистрацию при переезде на постоянное место жительства в другой департамент. До 2001 года налог на автомобиль оплачивался один раз в год, его размер определялся департаментом. Этот налог сейчас взимается только с автомобилей, принадлежащих юридическим лицам (за некоторыми исключениями); сегодня нет острой необходимости контролировать принадлежность каждого автомобиля соответствующему департаменту. Компьютерные технологии позволяют составлять крупные базы данных общенационального масштаба, поэтому нет необходимости разделять их на местном уровне.
Такой вариант системы налогообложения автомобилей повлек за собой негативные последствия — многие юридические лица стали регистрировать свои автомобили в департаментах с низкими налоговыми ставками, таких как Уаза (60).

## Кодификация номерных знаков стандартов (1950—2009)
Ниже представлен список цифровых кодов департаментов на номерных знаках Франции:
01 — департамент Эн (Ain), регион Рона-Альпы; адм. ц. — Бурк-ан-Брес (Bourg-en-Bresse)
02 — департамент Эна (Aisne), регион Пикардия; адм. ц. — Лан (Laon)
03 — департамент Алье (Allier), регион Овернь; адм. ц. — Мулен (Moulins)
04 — департамент Альпы Верхнего Прованса (Alpes-de-Haute-Provence), регион Прованс-Альпы-Лазурный Берег; адм. ц. — Динь-ле-Бен (Digne-les-Bains)
05 — департамент Верхние Альпы (Hautes-Alpes), регион Прованс-Альпы-Лазурный Берег; адм. ц. — Гап (Gap)
06 — департамент Приморские Альпы (Alpes-Maritimes), регион Прованс-Альпы-Лазурный Берег; адм. ц. — Ницца (Nice)
07 — департамент Ардеш (Ardèche), регион Рона-Альпы; адм. ц. — Прива (Privas)
08 — департамент Арденны (Ardennes), регион Шампань-Арденны; адм. ц. — Шарлевиль-Мезьер (Charleville-Mézières)
09 — департамент Арьеж (Ariège), регион Юг-Пиренеи; адм. ц. — Фуа (Foix)
10 — департамент Об (Aube), регион Шампань-Арденны; адм. ц. — Труа (Troyes)
11 — департамент Од (Aude), регион Лангедок-Руссильон; адм. ц. — Каркассон (Carcassonne)
12 — департамент Аверон (Aveyron), регион Юг-Пиренеи; адм. ц. — Родез (Rodez)
13 — департамент Буш-дю-Рон (Bouches-du-Rhône), регион Прованс-Альпы-Лазурный Берег; адм. ц. — Марсель (Marseille)
14 — департамент Кальвадос (Calvados), регион Нижняя Нормандия; адм. ц. — Кан (Caen)
15 — департамент Канталь (Cantal), регион Овернь; адм. ц. — Орийак (Aurillac)
16 — департамент Шаранта (Charente), регион Пуату-Шаранта; адм. ц. — Ангулем (Angoulême)
17 — департамент Приморская Шаранта (Charente-Maritime), регион Пуату-Шаранта; адм. ц. — Ла-Рошель (La Rochelle)
18 — департамент Шер (Cher), регион Центр; адм. ц. — Бурж (Bourges)
19 — департамент Коррез (Corrèze), регион Лимузен; адм. ц. — Тюль (Tulle)
20 — департамент Корсика (Corsica), регион Корсика (Corse). В 1975 году был разделён на два департамента:
2A — департамент Южная Корсика (Corse-du-Sud), адм. ц. — Аяччо (Ajaccio)
2B — департамент Верхняя Корсика (Haute-Corse), адм. ц. — Бастия (Bastia)
21 — департамент Кот-д’Ор (Côte-d’Or), регион Бургундия; адм. ц. — Дижон (Dijon)
22 — департамент Кот-д’Армор (Côtes-d’Armor), регион Бретань; адм. ц. — Сен-Бриё (Saint-Brieuc)
23 — департамент Крёз (Creuse), регион Лимузен; адм. ц. — Гере (Guéret)
24 — департамент Дордонь (Dordogne), регион Аквитания; адм. ц. — Перигё (Périgueux)
25 — департамент Ду (Doubs), регион Франш-Конте; адм. ц. — Безансон (Besançon)
26 — департамент Дром (Drôme), регион Рона-Альпы; адм. ц. — Валанс (Valence)
27 — департамент Эр (Eure), регион Верхняя Нормандия; адм. ц. — Эврё (évreux)
28 — департамент Эр и Луар (Eure-et-Loir), регион Центр; адм. ц. — Шартр (Chartres)
29 — департамент Финистер (Finistère), регион Бретань; адм. ц. — Кемпер (Quimper)
30 — департамент Гар (Gard), регион Лангедок-Руссильон; адм. ц. — Ним (Nîmes)
31 — департамент Верхняя Гаронна (Haute-Garonne), регион Юг-Пиренеи; адм. ц. — Тулуза (Toulouse)
32 — департамент Жер (Gers), регион Юг-Пиренеи; адм. ц. — Ош (Auch)
33 — департамент Жиронда (Gironde), регион Аквитания; адм. ц. — Бордо (Bordeaux)
34 — департамент Эро (Hérault), регион Лангедок-Руссильон; адм. ц. — Монпелье (Montpellier)
35 — департамент Иль и Вилен (Ille-et-Vilaine), регион Бретань; адм. ц. — Ренн (Rennes)
36 — департамент Эндр (Indre), регион Центр; адм. ц. — Шатору (Châteauroux)
37 — департамент Эндр и Луара (Indre-et-Loire), регион Центр; адм. ц. — Тур (Tours)
38 — департамент Изер (Isère), регион Рона-Альпы; адм. ц. — Гренобль (Grenoble)
39 — департамент Юра (Jura), регион Франш-Конте; адм. ц. — Лон-ле-Сонье (Lons-le-Saunier)
40 — департамент Ланды (Landes), регион Аквитания; адм. ц. — Мон-де-Марсан (Mont-de-Marsan)
41 — департамент Луар и Шер (Loir-et-Cher), регион Центр; адм. ц. — Блуа (Blois)
42 — департамент Луара (Loire), регион Рона-Альпы; адм. ц. — Сент-Этьен (Saint-étienne)
43 — департамент Верхняя Луара (Haute-Loire), регион Овернь; адм. ц. — Ле-Пюи-ан-Веле (Le Puy-en-Velay)
44 — департамент Атлантическая Луара (Loire-Atlantique), регион Страна Луары; адм. ц. — Нант (Nantes)
45 — департамент Луаре (Loiret), регион Центр; адм. ц. — Орлеан (Orléans)
46 — департамент Ло (Lot), регион Юг-Пиренеи; адм. ц. — Каор (Cahors)
47 — департамент Ло и Гаронна (Lot-et-Garonne), регион Аквитания; адм. ц. — Ажен (Agen)
48 — департамент Лозер (Lozère), регион Лангедок-Руссильон; адм. ц. — Манд (Mende)
49 — департамент Мен и Луара (Maine-et-Loire), регион Страна Луары; адм. ц. — Анже (Angers)
50 — департамент Манш (Manche), регион Нижняя Нормандия; адм. ц. — Сен-Ло (Saint-Lô)
51 — департамент Марна (Marne), регион Шампань-Арденны; адм. ц. — Шалон-ан-Шампань (Châlons-en-Champagne)
52 — департамент Верхняя Марна (Haute-Marne), регион Шампань-Арденны; адм. ц. — Шомон (Chaumont)
53 — департамент Майенн (Mayenne), регион Страна Луары; адм. ц. — Лаваль (Laval)
54 — департамент Мёрт и Мозель (Meurthe-et-Moselle), регион Лотарингия; адм. ц. — Нанси (Nancy)
55 — департамент Мёз (Meuse), регион Лотарингия; адм. ц. — Бар-лё-Дюк (Bar-le-Duc)
56 — департамент Морбиан (Morbihan), регион Бретань; адм. ц. — Ванн (Vannes)
57 — департамент Мозель (Moselle), регион Лотарингия; адм. ц. — Мец (Metz)
58 — департамент Ньевр (Nièvre), регион Бургундия; адм. ц. — Невер (Nevers)
59 — департамент Нор (Nord), регион Нор-Па-де-Кале; адм. ц. — Лилль (Lille)
60 — департамент Уаза (Oise), регион Пикардия; адм. ц. — Бове (Beauvais)
61 — департамент Орн (Orne), регион Нижняя Нормандия; адм. ц. — Алансон (Alençon)
62 — департамент Па-де-Кале (Pas-de-Calais), регион Нор-Па-де-Кале; адм. ц. — Аррас (Arras)
63 — департамент Пюи-де-Дом (Puy-de-Dôme), регион Овернь; адм. ц. — Клермон-Ферран (Clermont-Ferrand)
64 — департамент Атлантические Пиренеи (Pyrénées-Atlantiques), регион Аквитания; адм. ц. — По (Pau)
65 — департамент Верхние Пиренеи (Hautes-Pyrénées), регион Юг-Пиренеи; адм. ц. — Тарб (Tarbes)
66 — департамент Восточные Пиренеи (Pyrénées-Orientales), регион Лангедок-Руссильон; адм. ц. — Перпиньян (Perpignan)
67 — департамент Нижний Рейн (Bas-Rhin), регион Эльзас; адм. ц. — Страсбург (Strasbourg)
68 — департамент Верхний Рейн (Haut-Rhin), регион Эльзас; адм. ц. — Кольмар (Colmar)
69 — департамент Рона (Rhône), регион Рона-Альпы; адм. ц. — Лион (Lyon)
70 — департамент Верхняя Сона (Haute-Saône), регион Франш-Конте; адм. ц. — Везуль (Vesoul)
71 — департамент Сона и Луара (Saône-et-Loire), регион Бургундия; адм. ц. — Макон (Mâcon)
72 — департамент Сарта (Sarthe), регион Страна Луары; адм. ц. — Ле-Ман (Le Mans)
73 — департамент Савойя (Savoie), регион Рона-Альпы; адм. ц. — Шамбери (Chambéry)
74 — департамент Верхняя Савойя (Haute-Savoie), регион Рона-Альпы; адм. ц. — Анси (Annecy)
75 — департамент Париж (Paris), регион Иль-де-Франс. До 1968 г. — департамент Сена (Seine).
76 — департамент Приморская Сена (Seine-Maritime), регион Верхняя Нормандия; адм. ц. — Руан (Rouen)
77 — департамент Сена и Марна (Seine-et-Marne), регион Иль-де-Франс; адм. ц. — Мелён (Melun)
78 — департамент Ивелин (Yvelines), регион Иль-де-Франс; адм. ц. — Версаль (Versailles). До 1968 г. — департамент Сена и Уаза (Seine-et-Oise).
79 — департамент Дё-Севр (Deux-Sèvres), регион Пуату-Шаранта; адм. ц. — Ньор (Niort)
80 — департамент Сомма (Somme), регион Пикардия; адм. ц. — Амьен (Amiens)
81 — департамент Тарн (Tarn), регион Юг-Пиренеи; адм. ц. — Альби (Albi)
82 — департамент Тарн и Гаронна (Tarn-et-Garonne), регион Юг-Пиренеи; адм. ц. — Монтабан (Montauban)
83 — департамент Вар (Var), регион Прованс-Альпы-Лазурный Берег; адм. ц. — Тулон (Toulon)
84 — департамент Воклюз (Vaucluse), регион Прованс-Альпы-Лазурный Берег; адм. ц. — Авиньон (Avignon)
85 — департамент Вандея (Vendée), регион Страна Луары; адм. ц. — Ла-Рош-сюр-Йон (La Roche-sur-Yon)
86 — департамент Вьенна (Vienne), регион Пуату-Шаранта; адм. ц. — Пуатье (Poitiers)
87 — департамент Верхняя Вьенна (Haute-Vienne), регион Лимузен; адм. ц. — Лимож (Limoges)
88 — департамент Вогезы (Vosges), регион Лотарингия; адм. ц. — Эпиналь (épinal)
89 — департамент Йонна (Yonne), регион Бургундия; адм. ц. — Осер (Auxerre)
90 — Территория (департамент) Бельфор (Territoire de Belfort), регион Франш-Конте
91 — департамент Эсон (Essonne), регион Иль-де-Франс; адм. ц. — Эври (évry). Образован в 1968 году путём выделения из состава департамента Сена и Уаза (78)
92 — департамент О-де-Сен (Hauts-de-Seine), регион Иль-де-Франс; адм. ц. — Нантер (Nanterre). Образован в 1968 году из части территорий департаментов Сена (75) и Сена и Уаза (78)
93 — департамент Сена—Сен-Дени (Seine-Saint-Denis), регион Иль-де-Франс; адм. ц. — Бобиньи (Bobigny). Образован в 1968 году из части территорий департаментов Сена (75) и Сена и Уаза (78)
94 — департамент Валь-де-Марн (Val-de-Marne), регион Иль-де-Франс; адм. ц. — Кретей (Créteil). Образован в 1968 году из части территорий департаментов Сена (75) и Сена и Уаза (78)
95 — департамент Валь-д’Уаз (Val-d’Oise), регион Иль-де-Франс; адм. ц. — Понтуаз (Pontoise). Образован в 1968 году путём выделения из состава департамента Сена и Уаза (78)

### Заморские департаменты (Départements d’outre-mer)
971 — департамент Гваделупа (Guadeloupe); адм. ц. — Бас-Тер (Basse-Terre)
972 — департамент Мартиника (Martinique); адм. ц. — Фор-де-Франс (Fort-de-France)
973 — департамент Гайана (Guyane) или Французская Гвиана (Guyane Française); адм. ц. — Кайенна (Cayenne)
974 — департамент Реюньон (La Réunion); адм. ц. — Сен-Дени (Saint-Denis)
976 — департамент Майотта (Mayotte); адм. ц. — Мамудзу (Mamoudzou). До 1990 г. действовал код MTE

## Военные номерные знаки (до 2009 года)
Номера военных автомобилей содержали 8 цифр и эмблему соответствующего военного подразделения.
- Французская Армия
- Военно-Морской Флот Франции
- ВВС Франции
- Жандармерия
- Délégation Générale pour l’Armement (DGA)
- Service de santé des armées (SSA) и другие мелкие подразделения.

## Номера Автомобилей Государственного Административного Аппарата (до 2009 года)
Эта система нумерации охватывала правительственные транспортные средства, но не включала местные органы власти.
Номера имеют формат dddL nnnnM.
- ddd это 2 — или 3-значные номера департамента,
- L либо D, R, N или E: означало установленную зону перемещения автомобиля: в зоне департамента регистрации и соседних департаментов, региона регистрации и соседних регионов, на всей территории страны или также и на территориях иностранных государств. Транспортные средства местного уровня обычно кодировались как D. Автомобили Французской национальной полиции кодировались как N.
- nnnn- это 4-значный номер, M — буква.